# Acanthochitona armata
Acanthochitona armata är en blötdjursart som först beskrevs av William Harper Pease 1872.  Acanthochitona armata ingår i släktet Acanthochitona och familjen Acanthochitonidae. Inga underarter finns listade i Catalogue of Life.